# Jordi I de Saxònia-Altenburg
Jordi I de Saxònia-Altenburg (Hildburghausen, Turíngia, 24 de juliol de 1796 - Hummelshain, 3 d'agost de 1853) va ser duc de Saxònia-Altenburg des de 1848 fins a 1853, any en què morí.
Nascut a Hildburghausen el 1796, fill del duc Frederic I de Saxònia-Altenburg i de la duquessa Carlota de Mecklenburg-Strelitz. Jordi era net per via paterna del duc Ernest Frederic III de Saxònia-Hildburghausen i de la princesa Ernestina de Saxònia-Weimar; mentre que per línia materna ho era del gran duc Carles II de Mecklenburg-Strelitz i de la landgravina Frederica de Hessen-Darmstadt.
El dia 7 d'octubre de 1825 es casà a Ludwigslust amb la duquessa Maria de Mecklenburg-Schwerin, filla del gran duc hereu Frederic Lluís de Mecklenburg-Schwerin i de la gran duquessa Helena de Rússia. La parella tingué tres fills:
- SAR el duc Ernest I de Saxònia-Altenburg, nat a Hildburghausen el 1826 i mort a Altenburg el 1908. Es casà el 1853 a Dessau amb la princesa Agnès d'Anhalt.
- SA el príncep Albert de Saxònia-Altenburg, nat a Hildburghausen el 1827 i mort a Ludwigslust el 1835.
- SA el príncep Maurici de Saxònia-Altenburg, nat a Eisenberg el 1829 i mort a Arco el 1907. Es casà a Meiningen el 1862 amb la princesa Augusta de Saxònia-Meiningen.

Lluità durant les Guerres Napoleòniques al costat del seu germà i en contra de l'exèrcit francès de Napoleó Bonaparte. L'any 1848 arran de la revolta liberal que enderrocà el seu germà, el duc Josep I de Saxònia-Altenburg assumí el tron de Saxònia-Altenburg.
Morí el 1853 a Hummelshain a l'edat de 57 anys.